# آلیانس شاپینگ سنتر
آلیانس شاپینگ سنتر (انگلیسی: Aliansce Shopping Centers) شرکت املاک و مستغلات برزیلی است، که در سال ۲۰۰۴ تأسیس شد.